# Piper weddellii
Piper weddellii är en pepparväxtart som beskrevs av C. Dc.. Piper weddellii ingår i släktet Piper och familjen pepparväxter. Inga underarter finns listade i Catalogue of Life.